# چناره (سقز)
۳۶°۰۸′۳۹″ شمالی ۴۶°۳۴′۱۹″ شرقی / ۳۶٫۱۴۴۱۷°شمالی ۴۶٫۵۷۱۹۴°شرقی
چناره (به کردی: چنارە) روستایی از توابع بخش زیویه در شهرستان سقز است که در استان کردستان ایران قرار دارد.

## جمعیت
این روستا در دهستان امام واقع شده و براساس سرشماری سال ۱۳۸۵، جمعیت آن ۹۸ نفر (۲۳ خانوار) بوده‌است.